# Pain Is So Close to Pleasure
"Pain Is So Close to Pleasure" um single da banda britânica de rock Queen, lançado em março de 1986. Original do álbum A Kind of Magic, foi escrita em parceria pelo baixista John Deacon com o vocalista Freddie Mercury. A faixa, inicialmente surgiu a partir de um riff de Brian May trabalhado por Deacon e Mercury.
A faixa possui muitos dos elementos nos quais existem em várias composições de Deacon e Mercury, como vocais complexos, sintetizadores e forte marcação de baixo. É uma das poucas canções em que Freddie canta em falsete.
"Pain Is So Close to Pleasure" também recebeu uma versão em remix.

## Desempenho nas paradas
| País (1986)   | Melhor posição |
| ------------- | -------------- |
| Alemanha      | 56             |
| Países Baixos | 43             |

## Ficha técnica
Banda
- Freddie Mercury - vocais, teclado, piano e composição
- Brian May - guitarra
- Roger Taylor - bateria
- John Deacon - baixo, sampler, programação, guitarra e composição